# Arnold Schwarzenegger
Arnold Alois Schwarzenegger (pronunciado /ˈanɔlt ˈaːlɔɪ̯s ˈʃvat͡səneːɡɐ/ (escucharⓘ); Thal, Austria, 30 de julio de 1947) es un actor, empresario, político y exfísicoculturista profesional austriaco y estadounidense. Ejerció como trigésimo octavo gobernador del estado de California en dos mandatos desde 2003 hasta 2011.
Schwarzenegger comenzó a entrenar con pesas cuando tenía quince años, ganó el título de Mr. Universo con veinte y luego encadenó siete victorias en la competición de Mister Olympia entre 1970 y 1980. Sigue siendo un icono de este deporte y ha escrito varios libros y artículos sobre su práctica. El evento Arnold Sports Festival, que lleva su nombre, se considera una de las mejores competiciones actuales de fisicoculturismo. Es ampliamente reconocido como uno de los fisicoculturistas más importantes de todos los tiempos y su embajador más carismático.
Ganó fama mundial a partir de la década de 1980 como icono del cine de acción de Hollywood. Su irrupción se produjo como protagonista de la película épica de espada y brujería Conan el Bárbaro (1982), un éxito de taquilla que dio lugar a una secuela. En 1984 apareció como villano en la exitosa The Terminator (1984) de James Cameron, papel que ha retomado en varias secuelas, especialmente en la aclamada Terminator 2: el juicio final (1991). Ha protagonizado otros éxitos del cine de acción y ciencia ficción como Comando (1985), Depredador (1987), The Running Man (1987), Total Recall (1990), El último gran héroe (1993) y True Lies (1994).
Como candidato republicano, fue investido el 17 de noviembre de 2003 gobernador del estado de California; resultó reelecto en las elecciones para gobernador de California de 2006. Completado su mandato en 2011, retomó su carrera en el cine. Fue apodado el Roble austríaco y el Roble de Estiria en sus días de culturismo, Arnie durante su carrera como actor y más recientemente el Governator —una contracción de Governor y Terminator—.

## Primeros años
Nació en Thal, una pequeña ciudad cercana a Graz (Austria) el 30 de julio de 1947, y fue bautizado bajo el nombre de Arnold Alois Schwarzenegger. Sus padres eran Aurelia Jadrny (1922-1998) y el jefe de policía local Gustav Schwarzenegger (1907-1972), que se casaron el 20 de octubre de 1945. Arnold tenía un hermano, Meinhard Schwarzenegger (17 de julio de 1946), fallecido en un accidente de tráfico el 20 de mayo de 1971. 
Según Schwarzenegger, sus padres eran «muy estrictos»: «Allá en Austria era un mundo completamente diferente, si hacíamos algo malo o desobedecíamos a nuestros padres los castigos no faltaban nunca». Arnold creció en el seno de una familia católica que asistía a misa todos los domingos. Antes de dedicarse al fisicoculturismo (empezó a la edad de quince años), jugaba al fútbol, practicaba boxeo y hacía atletismo, todo a nivel local, hasta que llegó el día en que le advirtió a sus padres que «quería ser el más fuerte del mundo».
Gustav tenía preferencia por Meinhard, el mayor de los dos hermanos. Su favoritismo era evidente, lo que provocó fuertes rumores de que Arnold no era su hijo. Schwarzenegger dijo sobre su padre: «No tenía paciencia para escuchar o entender tus problemas… existía un muro, uno de verdad». Schwarzenegger tenía una buena relación con su madre, con la que mantuvo el contacto hasta su muerte.
Más tarde, Schwarzenegger encargó al Centro Simon Wiesenthal que investigara el registro militar de su padre, en el cual no apareció ninguna atrocidad, pese a que Gustav era miembro del Partido Nazi y de la SA Sturmabteilung (Sección de asalto) conocida como los Camisas pardas y desarticulada en 1934 luego de la Noche de los cuchillos largos y ser integrada en las SS, aunque presente en actos políticos hasta el fin de la Segunda Guerra Mundial. En la escuela, Schwarzenegger era un estudiante medio, pero destacaba por su «alegría y buen humor». En su casa tenían problemas económicos. Schwarzenegger recuerda cómo vivió uno de los momentos importantes de su infancia cuando la familia pudo comprar un frigorífico.
De niño, practicaba muchos deportes influenciado por su padre. Empezó con el entrenamiento con pesas en 1960, cuando su entrenador de fútbol lo llevó a un gimnasio. A la edad de catorce años, Schwarzenegger escogió culturismo en lugar de fútbol. Schwarzenegger respondió lo siguiente a una pregunta de a qué edad comenzó a levantar pesas: «Empecé el entrenamiento con pesas a la edad de quince años, pero había estado participando en deportes como fútbol, durante años, así que estaba bastante bien desarrollado, o al menos lo suficiente para poder comenzar con halterofilia (Levantamiento de pesas)». Sin embargo, su página web oficial dice: «A los catorce, comenzó un intenso programa de entrenamiento con Dan Farmer, estudió psicología a los quince (para aprender más sobre el poder de la mente sobre el cuerpo) y a los diecisiete comenzó su carrera en las competiciones».
Durante unas conferencias de 2001, dijo: "Me formé mi propio plan con catorce años. Mi padre quería que fuera policía como él, y mi madre que estudiara formación profesional." Schwarzenegger comenzó a ir a un gimnasio de Graz, donde también iba al cine local para ver a profesionales del culturismo como Reg Park, Steve Reeves o Johnny Weissmuller. «Me inspiró gente como Reg Park y Steve Reeves». Cuando Reeves murió en 2000, Schwarzenegger lo recordaba con cariño: «Como adolescente, crecí con Steve Reeves. Sus importantes logros me permitieron creer en lo que era posible incluso cuando otros a mi alrededor no siempre comprendían mis sueños... Steve Reeves ha sido parte de todo lo que he tenido la fortuna de conseguir».
En 1961, Schwarzenegger conoció al antiguo Mr. Austria Kurt Marnul, que le invitó a entrenarse con él en el gimnasio de Graz. Era un joven tan aplicado que se le conocía por colarse en el gimnasio incluso en fin de semana, cuando estaba cerrado. «Me ponía malo faltar a un entrenamiento… A la mañana siguiente no podía mirarme en el espejo».
Cuando preguntaron a Schwarzenegger por su primera experiencia con el cine como niño respondió: «Era muy pequeño, pero recuerdo que mi padre me llevó a un cine austriaco a ver un boletín informativo. La primera película real que recuerdo fue una de John Wayne».
En 1971, su hermano Meinhard falleció en un accidente de coche: había estado bebiendo y murió en el impacto. Schwarzenegger no asistió a su funeral. Meinhard se iba a casar con Erika Knapp, y tenía un hijo de tres años llamado Patrick. Schwarzenegger pagó la educación de Patrick y lo ayudó a emigrar a los Estados Unidos. Gustav murió al año siguiente de un ictus cerebral. En la película Pumping Iron (Congestión muscular), Schwarzenegger dijo que no fue al funeral de su padre porque estaba entrenando para un concurso. Más adelante, tanto él como el productor de la película dijeron que esa historia estaba tomada de otro culturista para mostrar los extremos a los que se puede llegar por el entrenamiento, y para dar una imagen más fría de Schwarzenegger, como una máquina, para aumentar la controversia. Barbara Baker, su primera novia seria, dijo que él le contó la muerte de su padre sin ninguna emoción y que nunca hablaba de su hermano. En el transcurso de los años, ha dado hasta tres versiones distintas de por qué no acudió al funeral de su padre.
En una entrevista con la revista Fortune en 2004, Schwarzenegger dijo que sufrió lo que «ahora sería llamado abuso» por parte de su padre:

Me tiraba del pelo y me pegaba con cinturones. También le pasaba al chico de al lado. Así eran las cosas por entonces. Muchos de los chicos que conocí se habían desmoronado emocionalmente; esa era la mentalidad austriaco-alemana. No querían crear un individuo. Había que cumplir un estándar. Yo era uno de los que se salía de la fila, uno que nunca podía ser desmoronado emocionalmente. Por lo tanto, me convertí en un rebelde. Cada vez que alguien me pegaba o decía que no podía hacer algo, yo decía: «Esto no va a durar mucho más, porque me voy a ir de aquí. Quiero volverme rico. Quiero ser alguien».

### Juventud
Schwarzenegger realizó el servicio militar en 1965. Ganó el campeonato Mr. Europa en categoría júnior en 1965. Schwarzenegger desertó para poder participar en la competición y permaneció por ello encerrado una semana: «Participar en la competición significaba tanto para mí que no pensé mucho en las consecuencias».
«El título de Mr. Universo era mi billete a América, la tierra de las oportunidades, dónde podía convertirme en una estrella y volverme rico.» Schwarzenegger realizó su primer vuelo en avión en 1966, para participar en la competición de NABBA Mr. Universo en Londres. Acabó en segundo lugar debido a que no tenía la definición muscular del campeón estadounidense Chester Yorton.
Charles «Wag» Bennett, uno de los jueces de la competición de 1966, quedó impresionado con Schwarzenegger y se ofreció a entrenarlo. Como Schwarzenegger tenía poco dinero le invitó a quedarse en su casa encima de uno de sus dos gimnasios en Forest Gate, Londres. La definición en los músculos de las piernas de Yorton había sido superior, y Schwarzenegger, bajo un programa de entrenamiento supervisado por Bennett, se concentró en mejorar ese aspecto. Permaneciendo en East End pudo mejorar su nivel de inglés, aunque seguía teniendo dificultades.
Además, en 1966, Schwarzenegger tuvo la oportunidad de conocer a Reg Park, el ídolo de su infancia, que se convirtió en su amigo y mentor.
El entrenamiento dio sus frutos y, en 1967, con 20 años, Schwarzenegger ganó el título de Mr. Universo por primera vez, por lo que se convirtió en el más joven en recibirlo. Volvería a ganar el título tres veces más. Entonces, Schwarzenegger volvió a Múnich, se estuvo entrenando entre cuatro y seis horas diarias, estuvo asistiendo a la escuela de negocios y trabajando en el gimnasio de Rolf Putzinger, donde estuvo desde 1966 a 1968. En 1968, regresó a Londres y ganó su quinto título de Mr. Universo.

### Traslado a Estados Unidos

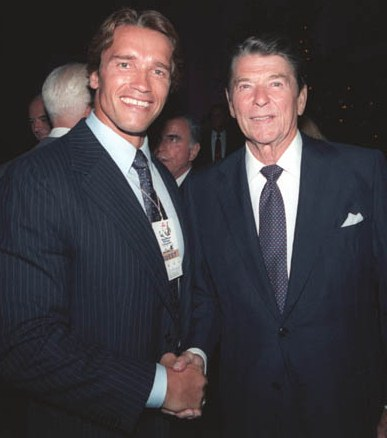
Schwarzenegger con el presidente Ronald Reagan en 1984.

Schwarzenegger se trasladó a Estados Unidos en septiembre de 1968, con veintiún años. «Naturalmente, cuando vine a este país, mi acento era muy malo y además muy fuerte, lo que era un obstáculo cuando empecé la carrera de actor.» En Estados Unidos se entrenó en el gimnasio Gold de Santa Mónica, bajo la supervisión de Joe Weider. Desde 1970 hasta 1974, uno de los compañeros de entrenamiento de Schwarzenegger era Ric Drasin, un luchador profesional que había diseñado el logotipo original del gimnasio en 1973. Schwarzenegger se hizo también muy amigo del luchador Billy Graham. En 1970, a la edad de 23 años, ganó el primer título de Mister Olympia en Nueva York, y lo ganaría un total de siete veces.
Schwarzenegger dijo que su gran sueño desde los diez años era trasladarse a Estados Unidos. Se preguntó a sí mismo qué estaba haciendo en Austria, y pensó que el culturismo era su “billete a América": «Estoy seguro de que puedo ir a Estados Unidos si ganó Mr. Universo». LA Weekly dijo en 2002 que Schwarzenegger era el inmigrante más famoso que «(se) sobrepuso a un fuerte acento austríaco y trascendió el inverosímil mundo del culturismo para convertirse en la mayor estrella del cine del mundo en los años 90».

## Carrera de culturista
Schwarzenegger está considerado uno de los más importantes personajes en la historia del culturismo, y su legado está conmemorado en la competición anual de culturismo Arnold Classic. Sigue siendo una de las caras visibles del culturismo tiempo tras su retirada.
Durante muchos años, escribió una columna mensual para las revistas de culturismo Muscle & Fitness y Flex. En 2004 firmó un contrato como editor ejecutivo de las mismas que rescindió en 2005 cuando la oposición política le acusó de jugar en dos bandas, debido a un proyecto de ley sobre suplementos nutricionales. Las revistas acordaron donar 250.000 dólares al año para las propuestas del Consejo de Salud Física y Deportes de California, que se cancelaron al interrumpir el contrato.
Entre sus títulos como deportista destacan el campeonato de Europa júnior en 1965 y el de Europa absoluto en 1966. Cuatro veces NABBA Mr. Universo, una vez IFBB Mr. Universo y siete veces Mr. Olympia, un récord que se mantuvo hasta que en 1991 Lee Haney ganó el octavo consecutivo.

### Mr. Olympia

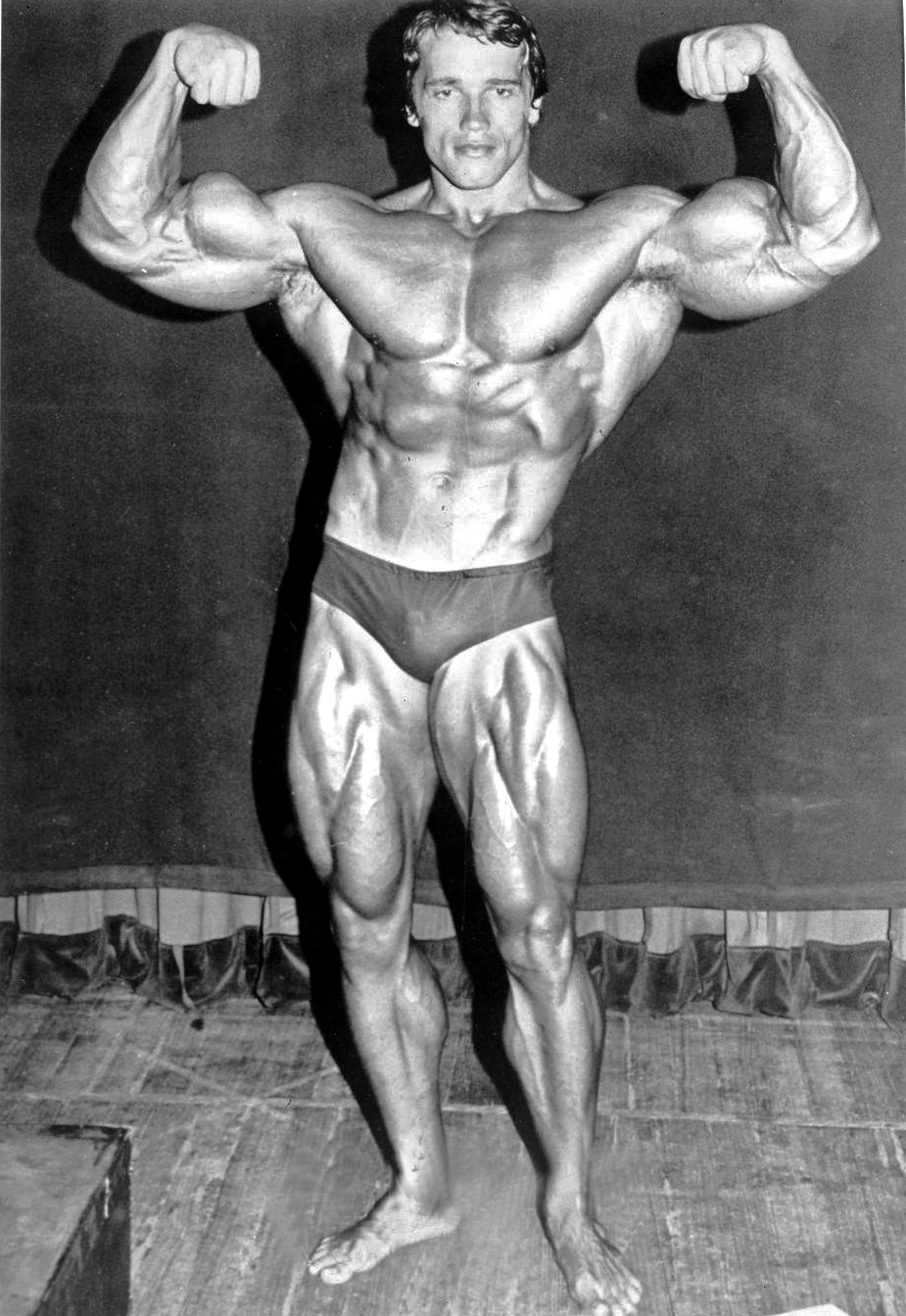
Schwarzenegger en la competición de Mister Olympia 1974 en el Madison Square Garden de Nueva York.

El objetivo de Schwarzenegger era convertirse en el mayor culturista del mundo, es decir, ganar el Mr. Olympia. En su primer intento en 1969, perdió contra el tres veces campeón Sergio Oliva. Sin embargo, volvió en 1970 y ganó la competición convirtiéndose en el más joven en hacerlo.
Continuó su racha entre 1971 y 1974. Meses antes del concurso de 1975, los directores de cine George Butler y Robert Fiore persuadieron a Schwarzenegger para que compitiera para grabar su entrenamiento en el documental llamado Pumping Iron. Schwarzenegger solo tuvo tres meses para prepararse para la competición, tras haber perdido bastante peso para aparecer en la película Stay Hungry con Jeff Bridges. Lou Ferrigno no fue suficiente amenaza y un Schwarzenegger menos pesado que de costumbre ganó el campeonato de 1975 de Mr. Olympia por sexto año consecutivo, superando a Franco Columbu. Tras el concurso de 1975, Schwarzenegger anunció su retirada del culturismo profesional.
Sin embargo, Schwarzenegger volvió del retiro para competir en la edición de 1980 de Mr. Olympia. Schwarzenegger se entrenaba para su papel de Conan el Bárbaro, y se puso tan en forma debido al entrenamiento (carreras, monta a caballos y esgrima) que decidió que quería volver a ganar Mr. Olympia una última vez. Mantuvo el plan en secreto, por si se lesionaba al entrenarse. Lo había contratado una televisión como comentarista, pero en el último momento dijo a todo el mundo: "¿Por qué no competir?". Schwarzenegger terminó ganando aquella edición con solo siete semanas de preparación. Después de ser proclamado Mr. Olympia por séptima ocasión, anunció su retirada definitiva.

### Uso de anabolizantes
Schwarzenegger admitió haber usado anabolizantes androgénicos esteroideos mientras eran legales. Los llamaba “crecimiento de tejidos".
En 1999, Schwarzenegger demandó al Dr. Willi Heepe, un doctor alemán que predijo la muerte prematura de Schwarzenegger debido al uso de esteroides y a sus problemas cardíacos. Como el doctor nunca lo había examinado personalmente, Schwarzenegger recibió una indemnización de 10 000 $ en un juzgado alemán. En 1999, Schwarzenegger también demandó y consiguió un acuerdo con el tabloide estadounidense The Globe, que había hecho predicciones similares. En 1996, un año antes de su operación de cirugía cardiovascular para reemplazar la válvula cardíaca aórtica, Schwarzenegger defendió públicamente el uso de esteroides durante su carrera como culturista.
Schwarzenegger fue operado en 1997 para reemplazar una válvula cardíaca; aunque los expertos le recomendaron poner una mecánica, él se negó porque no podría entrenar después de la operación.

## Carrera de actor

### Primeros papeles
Obtuvo un papel como Hércules en la película de 1969 Hércules en Nueva York, acreditado como Arnold Strong. Su acento era tan fuerte que sus diálogos se doblaron en posproducción. Su segunda aparición fue en el papel de un matón sordomudo no acreditado en la película de Robert Altman The Long Goodbye en 1973.Después interpretó un papel sustancialmente más importante en la película Stay Hungry en 1976, por el que ganó el Globo de Oro a la nueva estrella del año. Schwarzenegger declaró sobre sus comienzos en el mundo del cine: «El comienzo fue muy difícil para mí. Me dijeron los agentes y en los cástines que mi cuerpo era muy extraño, que tenía un acento gracioso y que mi nombre era muy largo, así que tenía que cambiarlo. Básicamente, en cualquier sitio que me presentase, me decían que no tenía ninguna oportunidad».
Schwarzenegger llamó la atención de la industria con la película ambientada en el mundo del culturismo Pumping Iron (1977), parte de la cual era ficción. En 1991, Schwarzenegger compró los derechos de la película, de las tomas y de las fotos. Schwarzenegger hizo una prueba para el papel de Hulk en la serie de televisión The Incredible Hulk, pero no consiguió el papel debido a su altura; el papel lo conseguiría Lou Ferrigno. Schwarzenegger apareció con Kirk Douglas y Ann-Margret en la comedia de 1979 Cactus Jack, un sonado fracaso de taquilla y donde Schwarzenegger añade en sus memorias que su participación en esa película solo le sirvió para obtener una mayor afinidad a la hora de montar a caballo. En ese mismo año (1979), también interpretó al culturista profesional Mickey Hargitay, el marido de Jayne Mansfield, en la película biográfica La historia de Jayne Mansfield, basada en la vida de la actriz de los años 50.

### Estrellato
La película que catapultó su carrera fue Conan el Bárbaro, filme de espada y brujería dirigido por John Milius en 1982, que fue un éxito de taquilla. En 1984, protagonizó la segunda parte, Conan el Destructor, que fue dirigida por Richard Fleischer y que cosechó un éxito menor en los Estados Unidos, pero mayor a nivel mundial, batiendo la marca de cien millones de dólares en ingresos en todo el mundo.

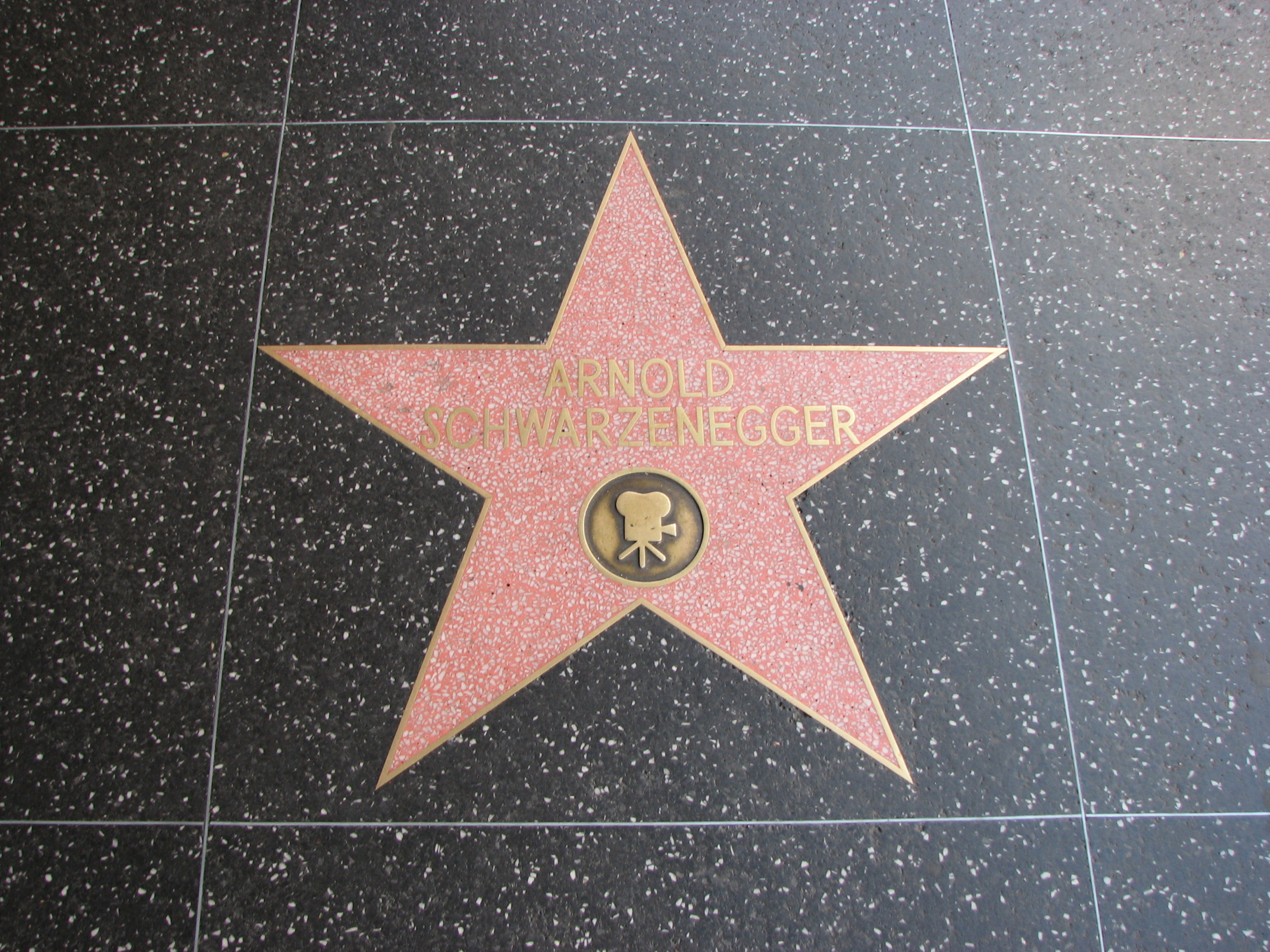
La estrella de Arnold Schwarzenegger en el paseo de la fama de Hollywood.

En 1984, realizó la primera de sus cinco apariciones como personaje principal en el papel que más fama le dio, en la película de ciencia ficción dirigida por James Cameron: The Terminator. A continuación, rodó Red Sonja que fue un fracaso en taquilla y recibió muy malas críticas.
Durante los años 80, hubo mucho mercado para el cine de acción tanto con Schwarzenegger como con Sylvester Stallone, ambos se convirtieron en estrellas internacionales. Los papeles que interpretaba Schwarzenegger fueron progresivamente reflejando su gracioso y a veces autoparódico sentido del humor, incluyendo frecuentes chistes malos, distanciándose de sus papeles de los personajes heroicos de acción de antaño.
Tras convertirse en una estrella de Hollywood, realizó una serie de películas con bastante éxito: Commando (1985), Raw Deal (1986), The Running Man (1987), y Red Heat (1988). Depredador (1987) también fue un éxito, Schwarzenegger encabezó un reparto que también incluía al futuro gobernador de Minesota Jesse Ventura.
Durante esos años (mediados de los 80), también rueda junto a Kathryn Harrold el filme Ejecutor, de John Irvin (Raw Deal). Tras rodar el filme, Arnold se libró de su contrato de cuatro películas con el productor Dino De Laurentiis.
Twins (1988), una comedia con Danny DeVito, fue un giro de timón a su carrera, que también fue exitosa. En 1990, de la mano de Paul Verhoeven, trabajó en la película de ciencia ficción Total Recall (1990), basada en un relato corto Philip K. Dick, la cual le proporcionó a Schwarzenegger diez millones de dólares y el 15 % de la taquilla, y buenas críticas.
Después estrenó Kindergarten Cop (1990), que lo reunió con Ivan Reitman: aunque no cosechó el mismo éxito que la anterior, fue una película rentable.
Schwarzenegger tuvo un paso fugaz como director de cine, primero dirigiendo en 1990 un episodio de la serie de televisión Tales from the Crypt, titulado "The Switch" ("El cambio") y, en 1992, con la película para la televisión Christmas in Connecticut. Desde entonces, no ha vuelto a dirigir.

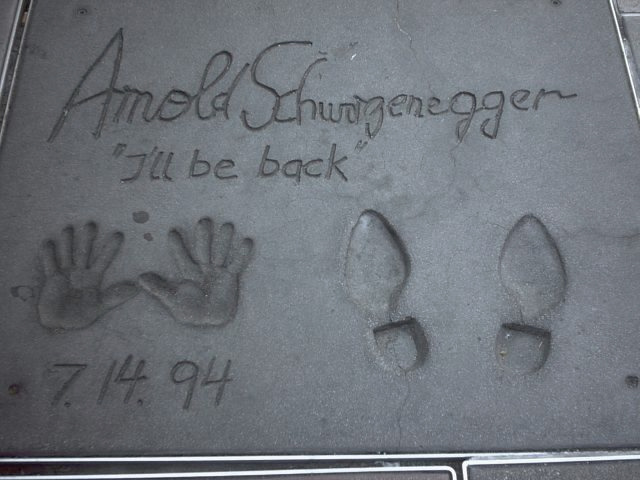
Huellas de las manos y de los pies de Arnold Schwarzenegger enfrente del Grauman's Chinese Theatre.

Su mayor éxito comercial llegó con la película más taquillera del año 1991, Terminator 2: el juicio final. En 1993, la asociación nacional americana de propietarios de cine lo nombró la "Estrella internacional de la década." Su siguiente proyecto en 1993 fue la comedia de acción Last Action Hero, producida por él mismo, la cual supuso un rotundo fracaso de taquilla y recibió malas críticas, a pesar de que el reparto contaba con algunos actores de reconocido prestigio, como Anthony Quinn, F. Murray Abraham e Ian McKellen. Su siguiente película, True Lies (1994), cinta de acción al más puro estilo de Hollywood con toques de comedia, supuso otro gran éxito comercial en su carrera, donde James Cameron tomó las riendas de la dirección, y con Jamie Lee Curtis como protagonista femenina, cuya interpretación como la poca avispada esposa de Schwarzenegger le valió un Globo de oro a la mejor actriz.

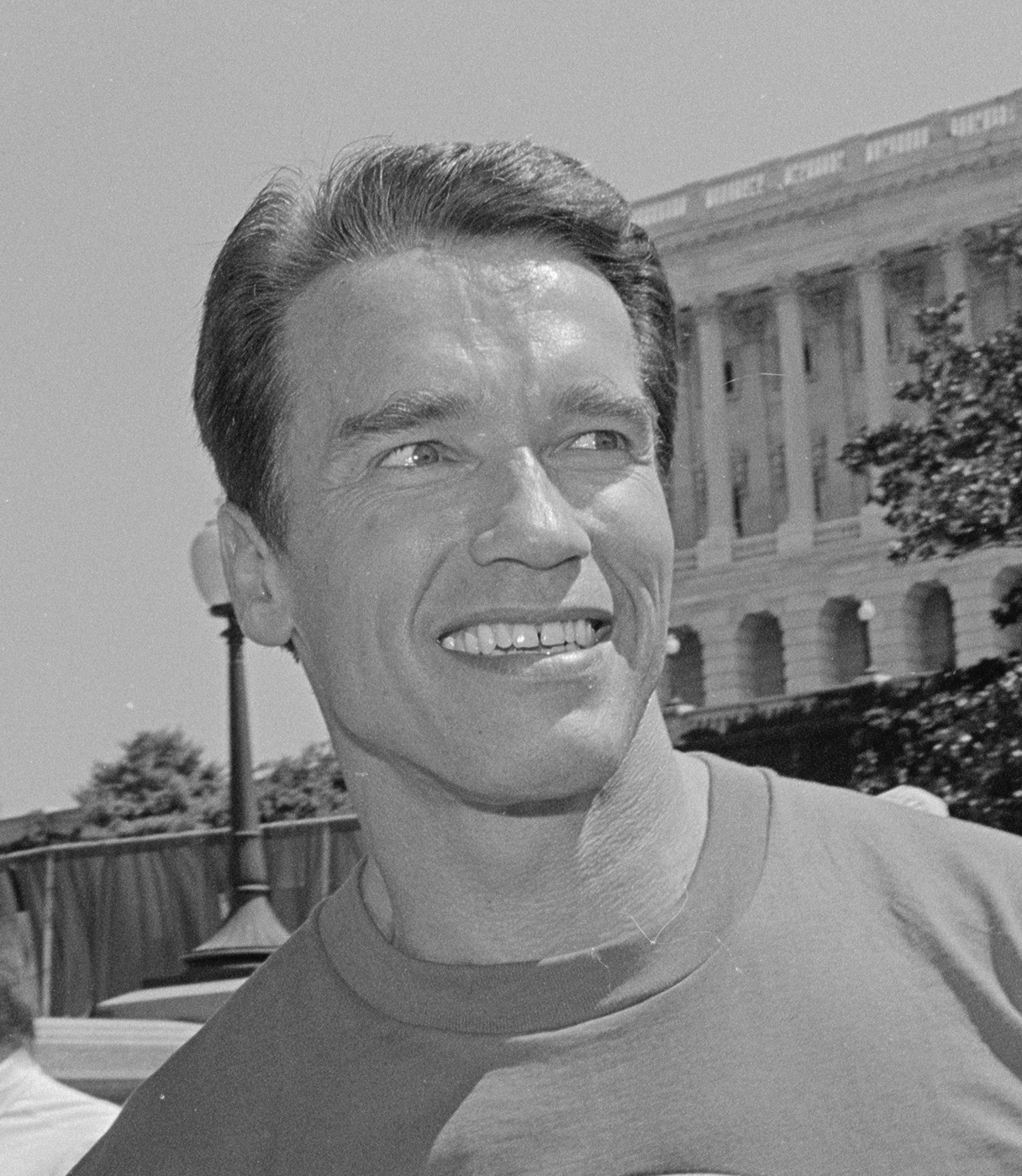
Arnold Schwarzenegger en 1991.

Poco después llegó la comedia Junior (1994), la última de sus tres colaboraciones con Ivan Reitman y de nuevo con Danny DeVito. Esta película le proporcionó a Schwarzenegger su segunda nominación al Globo de Oro como mejor actor - comedia o musical. A continuación, rodó el thriller de acción Eraser (1996), otro gran éxito comercial producido por Warner Bros, donde dio vida a un agente especial que debe proteger a una testigo, interpretada por la cantante y modelo Vanessa Williams, y donde Schwarzenegger fue eclipsado por otros dos actores de mayor calibre: James Caan y James Coburn.
Ese mismo año (1996), también protagonizó la insulsa comedia Un padre en apuros y a continuación Batman y Robin (1997), como el villano Mr. Freeze. Esta fue su última película antes de descansar para recuperarse de una lesión de espalda. Tras el fracaso de Batman y Robin, la carrera de Schwarzenegger y la taquilla de sus películas cayeron en declive.
El 8 de noviembre de 1999, Vince McMahon, presidente de la WWE, pidió a Schwarzenegger que participara en un episodio de WWE Smackdown para que la audiencia aumentara. Al presentarse, recibió una gran ovación del público presente. Schwarzenegger atacó y rompió la nariz a Triple H por ayudar a Stone Cold antes de que este último participara dos días después en un evento llamado Survivor Series.
Se anunciaron varios proyectos con Schwarzenegger como protagonista, incluyendo los remakes de El planeta de los simios, y de Soy leyenda.
Ninguno de ellos llegó a buen puerto. Schwarzenegger, en cambio, volvió al cine con el thriller sobrenatural End of Days (1999). Después, protagonizó las películas de acción El sexto día (2000) y Collateral Damage (2002), si bien ninguna de ellas destacó demasiado en la cartelera. En 2003, volvió a aparecer en su franquicia más importante en Terminator 3: La rebelión de las máquinas, que recaudó más de ciento cincuenta millones de dólares en Estados Unidos.
Como homenaje a Schwarzenegger en 2002, Forum Stadtpark, una asociación cultural local de Graz, propuso construir una estatua de veinticinco metros de Terminator en un parque de Graz. Schwarzenegger dijo que estaba halagado pero que pensaba que el dinero sería de más utilidad en proyectos sociales.

### Retirada

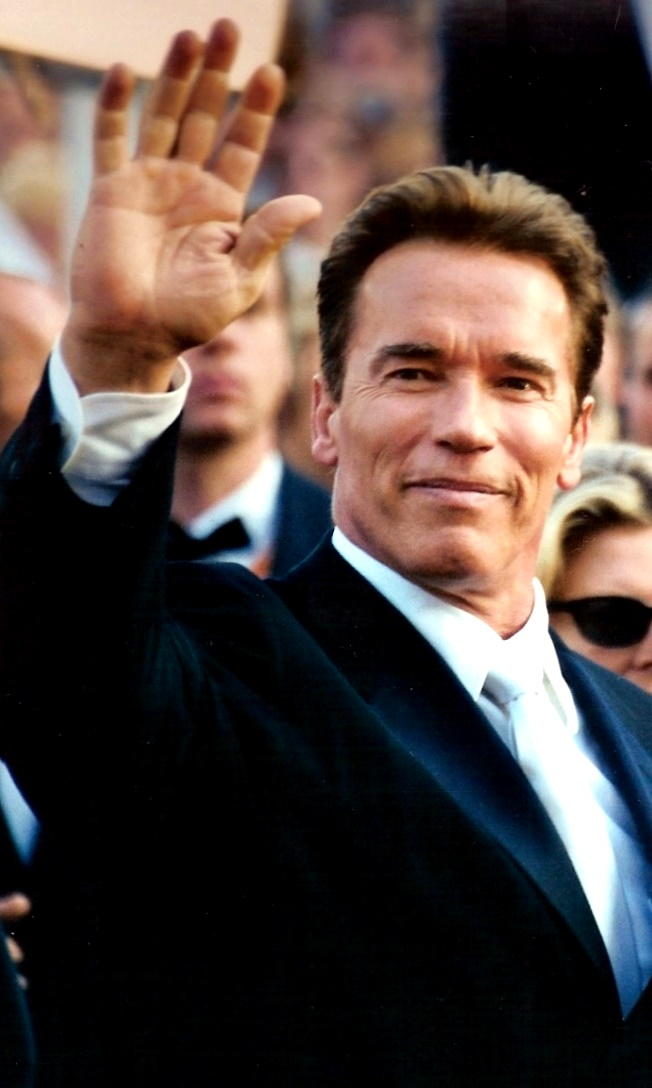
Arnold Schwarzenegger en el Festival de Cannes de 2003.

Sus últimas películas antes de pasarse a la política fueron un cameo en El tesoro del Amazonas con The Rock, y otro cameo en la versión en 2004 de La vuelta al mundo en 80 días protagonizada por Jackie Chan. En 2005 apareció interpretándose a sí mismo en The Kid & I.
Se rumoreó con la reaparición de Schwarzenegger en Terminator: la salvación interpretando al modelo T-800, pero él lo negó. Finalmente, en la película apareció su cara digitalizada sobre el cuerpo del culturista Roland Kickinger. En 2010 hizo un cameo en la película The Expendables, dirigida por Sylvester Stallone.

### Retorno al cine
Volvió al cine con The Expendables 2, estrenada el 17 de agosto de 2012, junto a otras estrellas como Bruce Willis y Sylvester Stallone.
En 2014 protagonizó la película Maggie con la actriz nominada al premio Óscar Abigail Breslin. La película obtuvo críticas mixtas pero la actuación dramática de Schwarzenegger obtuvo buenas críticas al interpretar a un padre que lucha desesperadamente para conservar sus últimos momentos con su hija que se está convirtiendo en un Zombi.
Su penúltima película fue Terminator Génesis en 2015, junto a otras estrellas como Emilia Clarke, Jason Clarke y Jai Courtney. En 2017 protagonizó Aftermath, basada en la historia real sobre la venganza de un constructor contra el controlador aéreo que ocasionó el accidente que mató a todos los pasajeros incluyendo su esposa e hija. La película recibió buenas críticas hacia Arnold por su interpretación. En febrero de 2018, se confirmó el papel de Schwarzenegger en la nueva serie Outrider, un western de Amazon en el que Schwarzenegger será también productor ejecutivo.

### Filmografía
- Hercules in New York como Hércules (1969)
- Stay Hungry como Joe Santo (1976)
- Pumping Iron como él mismo (1977)
- The Villain como guapo extraño (1979)
- La historia de Jayne Mansfield como Mickey Hargitay (1980)
- Conan el Bárbaro como Conan (1982)
- Conan el Destructor como Conan (1984)
- The Terminator como The Terminator/T-800 Modelo 101 (1984)
- Red Sonja como Kalidor (1985)
- Comando como John Matrix (1985)
- Raw Deal como Mark Kaminsky, a.k.a. Joseph P. Brenner (1986)
- Depredador como mayor Alan "Dutch" Schaeffer (1987)
- The Running Man como Ben Richards (1987)
- Red Heat como capitán Ivan Danko (1988)
- Twins como Julius Benedict (1988)
- Total Recall como Douglas Quaid/Hauser (1990)
- Kindergarten Cop como detective John Kimble (1990)
- Terminator 2: el juicio final como Terminator/T-800 Modelo 101 (1991)
- Last Action Hero como Jack Slater / Él mismo (1993)
- True Lies como Harry Tasker (1994)
- Junior como Dr. Alex Hesse (1994)
- Eraser como U.S. Marshal John Kruger (1996)
- Jingle All the Way como Howard Langston (1996)
- Batman y Robin como Sr. Frío (1997)
- End of Days como Jericho Cane (1999)
- The 6th Day como Adam Gibson / clon de Adam Gibson (2000)
- Collateral Damage como Gordy Brewer (2002)
- Terminator 3: La rebelión de las máquinas como Terminator/T-850 Modelo 101 (2003)
- La vuelta al mundo en 80 días como príncipe Hapi (2004)
- The Expendables como Trench (2010)
- Monster Buster Club The Movie como Milo Holmes
- The Expendables 2 como Trench (2012)
- The Last Stand como Sheriff Ray Owens (2013)
- Plan de escape como Rottmayer (2013)
- Sabotage como John 'Breacher' Wharton (2014)
- The Expendables 3 como Trench (2014)
- Maggie como Wade Vogel (2015)
- Terminator Génesis como Terminator/T-800 Modelo 101/ El guardián (2015)
- Aftermath como Roman Melnik (2017)
- Killing Gunther como Gunther (2017)
- Journey to China: The Mystery of Iron Mask (2017)
- Terminator: Dark Fate como Terminator/T-800 Modelo 101 (2019)
- Fubar (2023)

### Doblaje
Schwarzenegger no se dobla a sí mismo al alemán, sino que normalmente lo dobla el actor de voz Thomas Danneberg. En España ha sido doblado en multitud de ocasiones por Ernesto Aura, en las sagas Terminator y The Expendables ha sido doblado por Constantino Romero y otros actores que le han doblado han sido Héctor Cantolla, Carlos Sianes, Dionisio Macías, Luis Porcar, Salvador Vidal, Jordi Boixaderas, Ernesto Aura, Víctor Agramunt, Juan Carlos Gustems, Jordi Royo o Ricky Coello. En América ha sido doblado entre otros por Blas García, Victor Hugo Aguilar, Gerardo Reyero, Humberto Vélez y René Sagastume.

## Carrera política

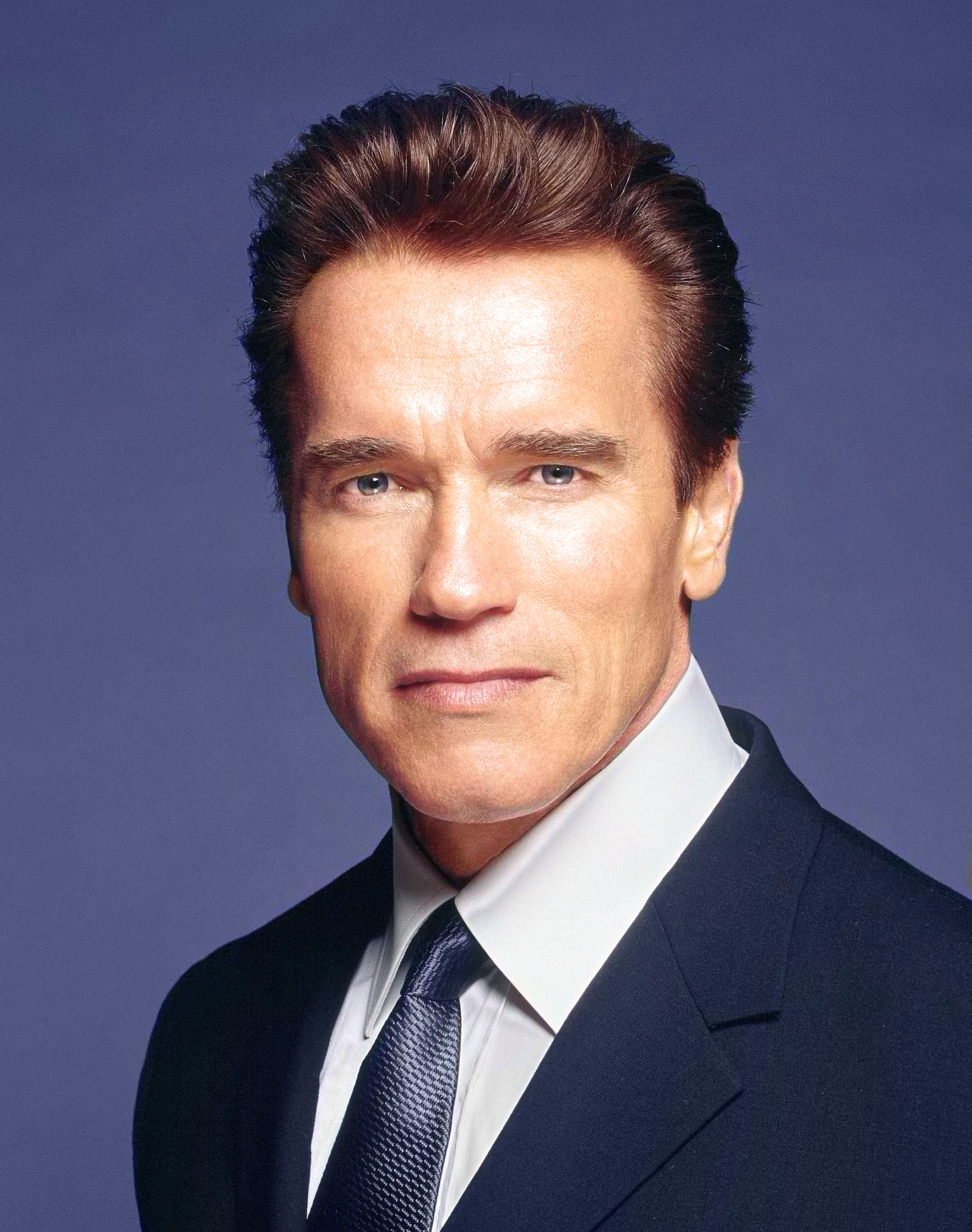
Schwarzenegger como gobernador en 2003.

### Comienzos
Schwarzenegger es miembro del Partido Republicano de los Estados Unidos. Cuando era actor, sus ideas políticas distaban mucho de las de otras estrellas de Hollywood, que normalmente solían ser del Partido Demócrata de los Estados Unidos y de la izquierda progresista. Se dio a conocer como republicano al gran público durante la elección presidencial de 1988 acompañando al entonces Vicepresidente de los Estados Unidos George H.W. Bush en un mitin.
Su primer puesto político fue como presidente del Consejo de Salud, Física y Deportes (de 1990 a 1993). Fue nombrado por George H. W. Bush, quien le dio el nombre de Conan el Republicano. Después, fue presidente del Consejo de Salud Física y Deportes de California.
En la Convención Nacional Republicana de 2004, Schwarzenegger aclaró en un discurso por qué era republicano:

Finalmente conseguí llegar en 1968. ¡Qué día tan especial! Recuerdo que llegué con los bolsillos vacíos pero llenos de sueños, de determinación, de deseos. La campaña de elección presidencial de 1968 estaba en pleno desarrollo. Recuerdo estar viendo el debate entre Richard Nixon y Hubert Humphrey. Un amigo mío que hablaba algo de alemán e inglés lo traducía para mí. Escuché a Humphrey hablar de cosas que sonaban como el socialismo del que había escapado.

Pero entonces escuché a Nixon. Hablaba sobre la libre empresa, sobre no tener que llevar al gobierno a cuestas, sobre bajar los impuestos y reforzar el ejército. Escuchar a Nixon fue como un soplo de aire fresco. Le dije a mi amigo “¿De qué partido político es él?". Mi amigo me dijo: “Es republicano." Así que le dije: “Entonces, yo también soy republicano". Y desde entonces lo soy.

### Gobernador de California

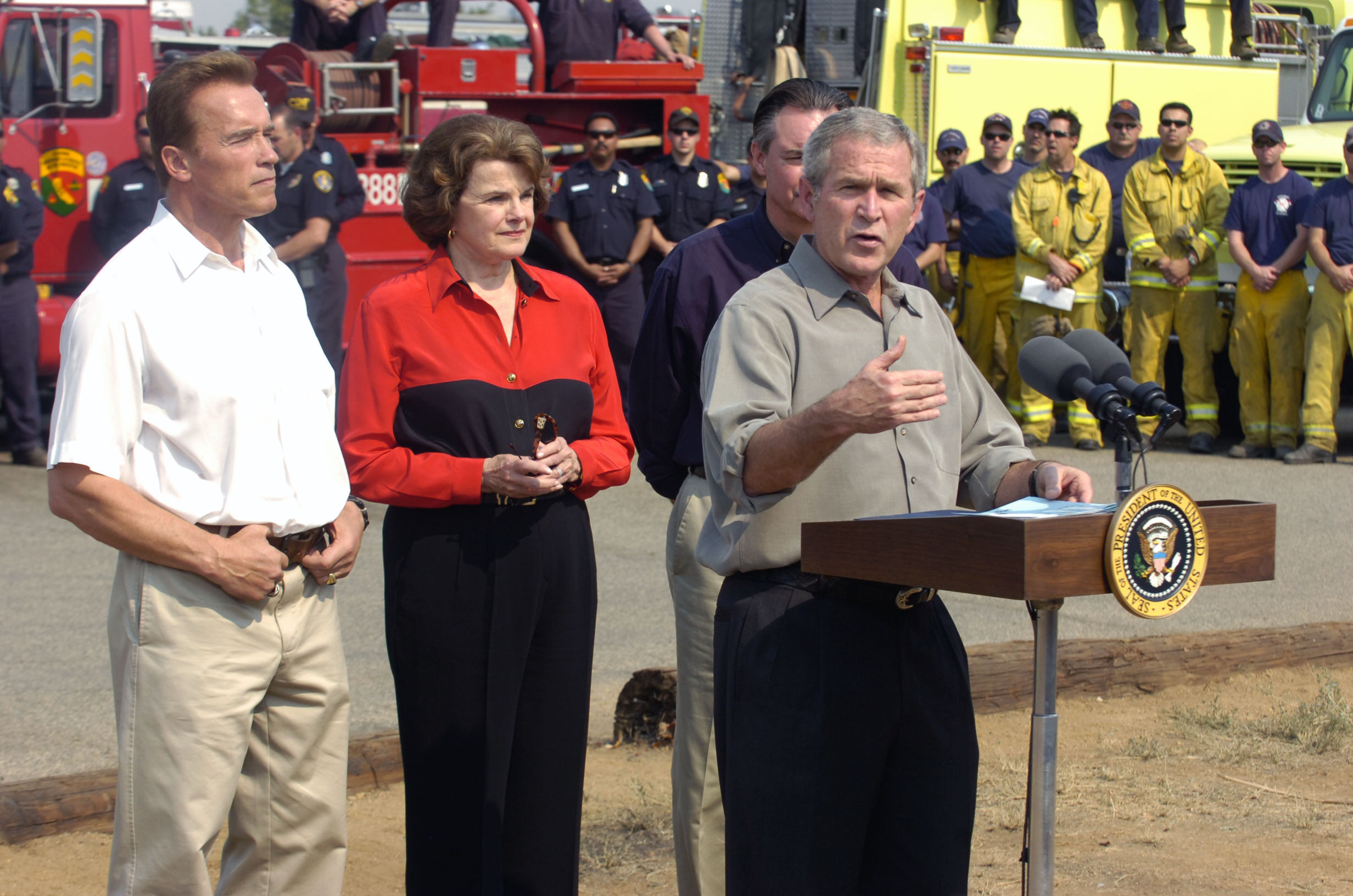
Schwarzenegger y la Senadora Dianne Feinstein delante de él, el presidente George W. Bush comenta sobre los incendios de California de 2007.

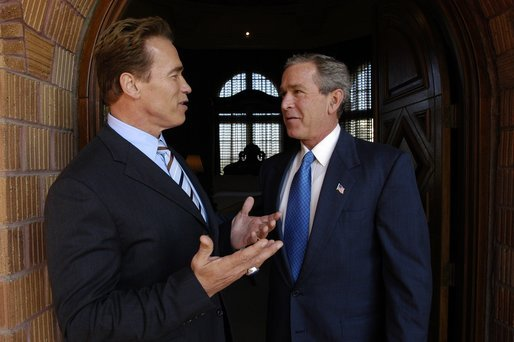
El presidente George W. Bush junto a Arnold Schwarzenegger después de su elección como Gobernador de California.

Schwarzenegger anunció su candidatura a la elección a Gobernador el 6 de agosto de 2003 en el episodio de Tonight Show con Jay Leno. Era el nombre más conocido de la lista de candidatos, pero sus ideas políticas eran desconocidas para la mayoría de californianos. Su candidatura fue una noticia internacionalmente. Los medios de comunicación lo apodaron "Governator" (en una referencia a Terminator). Schwarzenegger solamente participó en uno de los debates con el resto de candidatos a gobernador el 24 de septiembre de 2003.
El 7 de octubre de 2003 fue elegido gobernador con el 48 % de los votos. Schwarzenegger es el inmigrante que más lejos ha llegado en el mundo político de Estados Unidos desde John G. Downey en 1862. Se presentó a la reelección el 7 de noviembre de 2006 ganando con el 56 % de los votos. Debido a la fortuna de su época de actor no aceptó el salario de gobernador de 175.000 dólares anuales.

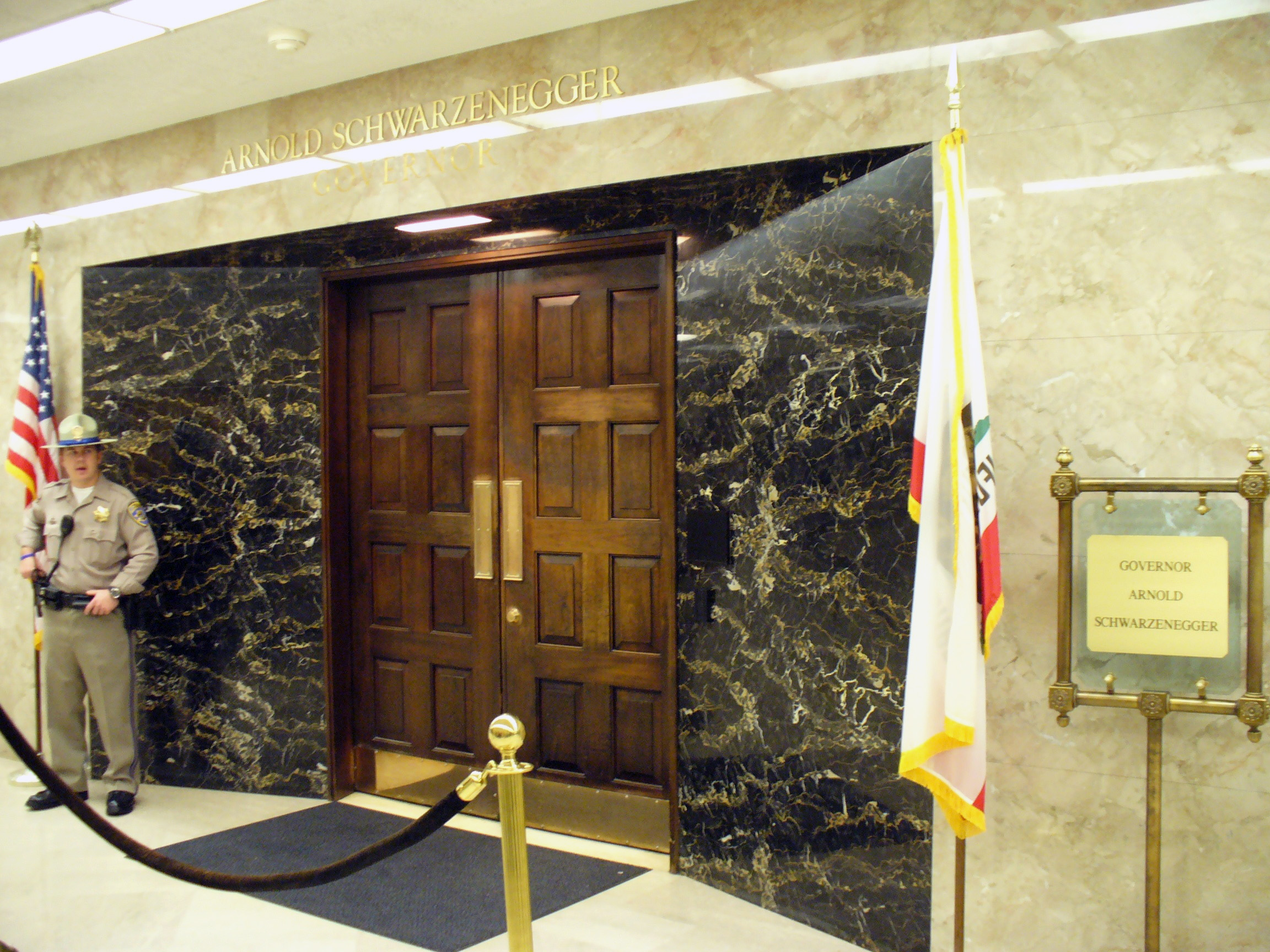
La oficina del Gobernador en el Capitolio de California.

En un principio, Schwarzenegger, de acuerdo con la política conservadora de su partido, vetó el matrimonio homosexual. Posteriormente, cambió de postura y apoyó la derogación de la enmienda constitucional que los prohibía.
Alejándose de la política de su partido, Arnold Schwarzenegger aprobó el estudio de células madre y también una ley para promover la reducción en la emisión de gases de efecto invernadero en las empresas, siendo así las primeras decisiones políticas de este tipo en EE. UU.
Tras agotar dos legislaturas, y por lo tanto habiendo permanecido el máximo tiempo posible como gobernador de California, Arnold Schwarzenegger abandona el cargo de gobernador en favor de Jerry Brown tras las elecciones para gobernador. Dejó la oficina de gobernador el 3 de enero de 2011 luego del traspaso de poderes.
En 2024, Schwarzenegger anunció que votaría por Kamala Harris y Tim Walz en las elecciones presidenciales del mismo año. Esta declaración lo convierte en la voz conservadora más reciente en apoyar a la candidata demócrata. En un extenso mensaje publicado en X, el actor y último gobernador republicano de California criticó duramente una posible segunda administración de Donald Trump. 

Serán solo cuatro años más de ineptitudes sin resultados que nos enfurecerán, dividirán y llenarán de odio. Necesitamos cerrar ese capítulo de la historia estadounidense y sé que Trump no lo hará.
Arnold Schwarzenegger

#### Elecciones
| Elecciones a Gobernador de California 2003 |                       |           |            |      |
| Partido                                    | Candidato             | Votos     | Porcentaje | Dif. |
| Partido Republicano                        | Arnold Schwarzenegger | 4.206.284 | 48,6       |      |
| Partido Demócrata                          | Cruz Bustamante       | 2.724.874 | 31,5       |      |
| Partido Republicano                        | Tom McClintock        | 1.161.287 | 13,5       |      |
| Partido Verde                              | Peter Miguel Camejo   | 242.247   | 2,8        |      |

| Elecciones a Gobernador de California 2006 |                       |           |            |      |
| Partido                                    | Candidato             | Votos     | Porcentaje | Dif. |
| Partido Republicano                        | Arnold Schwarzenegger | 4.850.157 | 55,9       | +7,3 |
| Partido Demócrata                          | Phil Angelides        | 3.376.732 | 39,0       |      |
| Partido Verde                              | Peter Miguel Camejo   | 205.995   | 2,3        | -0,5 |

## Vida privada

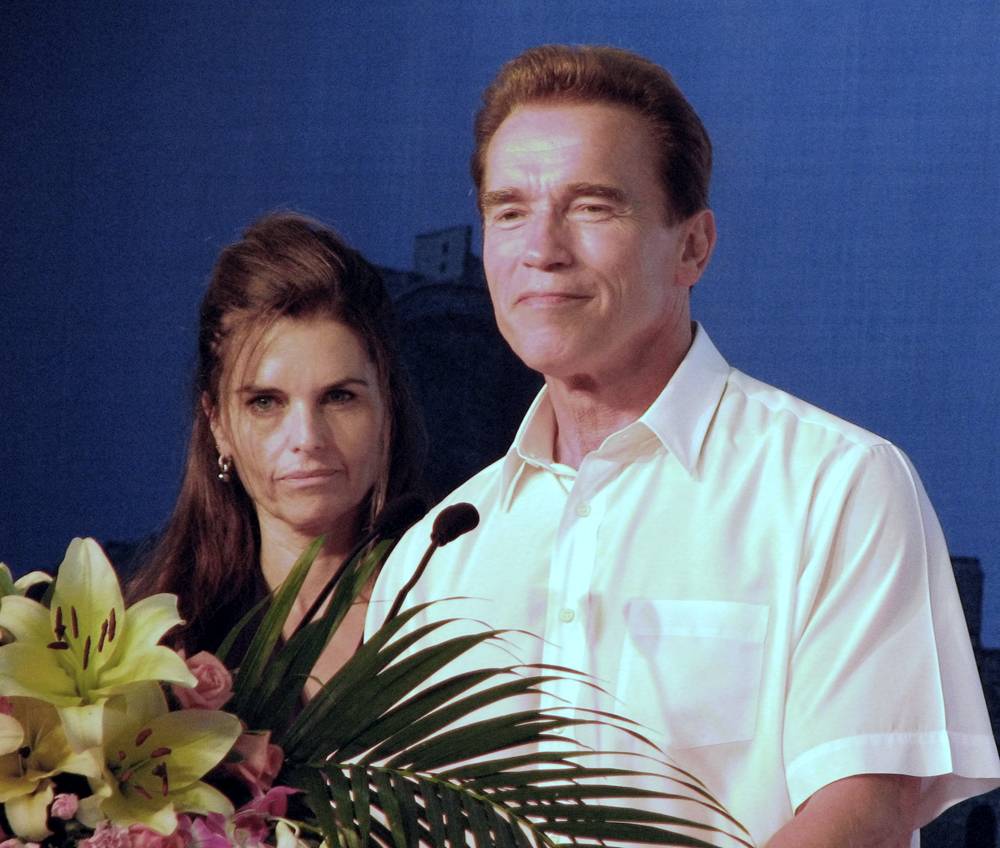
Schwarzenegger y su exesposa Maria Shriver en la edición de 2008 de los Special Olympics en Shanghái.

En 1977, se publicó la guía de físicoculturismo y autobiografía de Schwarzenegger's Arnold: The Education of a Bodybuilder y se convirtió en un gran éxito. Después de ir a clases de inglés en la Universidad Santa Mónica College consiguió un Bachelor of Arts por correspondencia de la Universidad de Wisconsin-Superior, donde se graduó en negocios y economía internacional en 1979.
En 1969, Schwarzenegger conoció a Barbara Outland Baker, una profesora de inglés con la que vivió hasta 1974. Schwarzenegger habló de Barbara en sus memorias en 1977: «Básicamente se resume en esto: ella era una chica sensata que quería una vida ordinaria, sólida, y yo no era nada sensato, y odiaba la idea de una vida ordinaria». Baker describió a Schwarzenegger como «([una] persona alegre, totalmente carismática, aventurera y atlética», aunque dice que hacia el final de la relación él se volvió «insufrible, tremendamente presuntuoso, creía que el mundo giraba alrededor suyo». En 2006 Baker publicó sus memorias, Arnold and Me: In the Shadow of the Austrian Oak (traducido “Arnold y yo: A la sombra del roble austriaco"). Aunque Baker, en el libro presentaba en algunos capítulos a Schwarzenegger de una manera poco favorecedora, este contribuyó al libro con un prólogo y se reunió con Baker durante tres horas. Baker dice, por ejemplo, que solo se enteró de que él le había sido infiel tras la ruptura y habla de una turbulenta y apasionada vida amorosa. Schwarzenegger dejó claro que los recuerdos de ambos diferían. La pareja se conoció seis meses después de su llegada a Estados Unidos. Compartieron un apartamento en Santa Mónica durante tres años y medio, como tenían muy poco dinero, pasaban mucho tiempo en la playa o en barbacoas en el patio trasero. Aunque Baker dice que cuando ella le conoció él tenía «muy poco conocimiento de las buenas maneras» y que no le atraía, también dijo: «[Arnold] es un hombre tan hecho a sí mismo como es posible, nunca recibió ánimo de sus padres, de su familia o de su hermano. Simplemente tenía una determinación enorme y era muy atractivo… Me iré a la tumba sabiendo que Arnold me amó».
Tiempo después Schwarzenegger conoció a otra chica, Sue Moray, una peluquera de Beverly Hills en Venice Beach en julio de 1977. Según Moray, la pareja tenía una relación abierta: «Éramos fieles cuando los dos estábamos en Los Ángeles... pero cuando él estaba fuera, ambos éramos libres de hacer lo que quisiéramos». Schwarzenegger conoció a Maria Shriver en el torneo de tenis Robert F. Kennedy en agosto de 1977 y mantuvo la relación con ambas mujeres hasta agosto de 1978, cuando Moray (que conocía la relación con Shriver) le dio un ultimátum.
Se casó el 26 de abril de 1986 con la periodista de televisión Maria Shriver, sobrina de John F. Kennedy, en Hyannis, Massachusetts. con la que tuvo cuatro hijos: Katherine Eunice Shriver Schwarzenegger (nacido el 13 de diciembre de 1989 en Los Ángeles); Christina Maria Aurelia Schwarzenegger (nacida el 23 de julio de 1991 en Los Ángeles); Patrick Arnold Schwarzenegger (nacido el 18 de septiembre de 1993 en Los Ángeles); y Christopher Sargent Shriver Schwarzenegger (nacido el 27 de septiembre de 1997 en Los Ángeles).
El 9 de mayo de 2011, la pareja anunció su separación de mutuo acuerdo (debido a una infidelidad de Arnold, cometida con su trabajadora doméstica; de cuya relación extramatrimonial, nació Joseph Baena) y su intención de seguir criando juntos a su hijo menor. Se divorciaron el 28 de diciembre de 2021, después de más de una década de que ella presentara la solicitud.
En 1984, durante el rodaje de Red Sonja y estando ya comprometido con Maria Shriver, Arnold también tuvo un tórrido y breve romance de dos semanas con la actriz y modelo Brigitte Nielsen. Ambos viajaron por toda Europa antes de separarse. Sin embargo, Arnold explica en su autobiografía que la relación había terminado, hasta que Gitte (así es como era apodada artísticamente Brigitte Nielsen) se reencontró con él en Los Ángeles para decirle que quería una relación estable.
Arnold le respondió: «Gitte, todo eso fue en el rodaje. Fue divertido, pero no fue nada serio. Ya estoy con la mujer con la que quiero casarme y no hay lugar para ti. Si estás buscando una relación con una estrella de Hollywood, hay tipos por ahí que están disponibles y que se sentirán atraídos por ti, especialmente por tu personalidad».
En su ciudad natal de Graz el estadio de fútbol pasó a llamarse The Arnold Schwarzenegger Stadium. Pero tras la ejecución de Stanley Williams y las protestas callejeras subsiguientes, varios políticos locales iniciaron una campaña para retirar el nombre del estadio. Schwarzenegger tras enterarse de esto, dijo: «Para quitar responsabilidad a los políticos, desde el día de hoy, les retiro el permiso para usar mi nombre para el estadio Liebenau», y puso una fecha límite de tan solo dos días. El nombre de Schwarzenegger fue quitado del estadio en diciembre de 2005. Actualmente el estadio es conocido como UPC-Arena.
El 29 de marzo de 2018, Schwarzenegger fue sometido de emergencia a una cirugía de corazón, debido a complicaciones en el reemplazo de su válvula aórtica recuperándose satisfactoriamente de la intervención quirúrgica.

## Negocios
Schwarzenegger también ha tenido una exitosa carrera en el mundo de los negocios. Tras su traslado a Estados Unidos, y en un afán por superarse a sí mismo, se ponía objetivos al comienzo del año que debía cumplir. A la edad de treinta años, Schwarzenegger era ya millonario, antes de comenzar su carrera en Hollywood. Su independencia financiera la consiguió gracias a una serie de inversiones. En 1968, Schwarzenegger y su amigo Franco Columbu comenzaron un negocio de albañilería. El negocio creció gracias al desparpajo comercial de ambos y al terremoto de San Fernando de 1971. Schwarzenegger y Columbu usaron los beneficios del negocio de albañilería para comenzar un negocio de envío por correos, vendiendo productos de culturismo y fitness y videos de entrenamiento. Schwarzenegger usó los beneficios de ambos negocios para comprarse un apartamento, el resto lo invirtió en inmuebles. En 1992, Schwarzenegger y su mujer abrieron un restaurante en Santa Mónica llamado Schatzi On Main. Schatzi literalmente significa "tesorito", coloquialmente "cariño". En 1998, vendió su restaurante. Invirtió en un centro comercial en Columbus, Ohio. Schwarzenegger habló sobre los que le ayudaron en el transcurso de los años: «No podría haber aprendido sobre negocios sin una serie de profesores enseñándome… desde Milton Friedman a Donald Trump... y ahora, Les Wexner y Warren Buffett. Incluso aprendí una o dos cosas sobre Planet Hollywood, como por ejemplo ¡cuando irse! ¡Y lo hice!». Es propietario en parte de Dimensional Fund Advisors, una firma de inversiones.
En mayo de 2004 y en 2007, fue nombrado una de las cien personas que según la revista Time ayudan a mejorar el mundo.

### Planet Hollywood
Junto con Bruce Willis, Sylvester Stallone y Demi Moore invirtió en la cadena Planet Hollywood, aunque a comienzos del año 2000 decidió no continuar, porque dijo que la empresa no había tenido el éxito suficiente y que quería embarcarse en otros proyectos.

### Ganancias netas
Una estimación conservadora de las ganancias netas de Schwarzenegger las cifra entre cien y doscientos millones de dólares. En el transcurso de los años, invirtió mucho de su dinero por lo que es difícil estimar su fortuna, sobre todo tras la crisis económica de 2008-2010. En junio de 1997, Schwarzenegger gastó treinta y ocho millones de dólares en un jet privado. Schwarzenegger dijo una vez: «El dinero no da la felicidad. Ahora tengo cincuenta millones pero ya era feliz cuando tenía cuarenta y ocho». También dijo: «He conseguido muchas veces hacer un millón como hombre de negocios».

## Parodias
- El personaje Rainier Wolfcastle, de la serie de televisión "Los Simpson" es una clara parodia de este actor, su vida y su trayectoria. Entre ambos existen claras similitudes, entre ellas, el aspecto físico, el marcado acento alemán y que ambos saltaron a la fama con películas de acción de serie B.
- Tomando como base el personaje de Rainier, y en la época de la película, donde aún era gobernador de California, Arnold aparece caricaturizado como presidente de Estados Unidos en el filme de 2007, "Los Simpson: La película". En dicho filme, Arnold es interpretado por un imitador, en contra de la clásica costumbre de estos personajes.
- Tan popular fue durante los años noventa, que el propio Steven Spielberg creó un personaje basado en él para su serie "Tiny Toons" llamado Arnold, the pitbull.
- El personaje Sven Swartenhummer, gobernador de California en la película Cars es una referencia a Arnold. Además del hecho de aparecer como una Hummer 1.
- Los personajes sargento Metálico y Androide 16 de las series de anime Dragon Ball y Dragon Ball Z son dos androides claramente basados en el cyborg T-800 interpretado por Arnold Schwarzenegger en las películas de la franquicia Terminator.

## Campeonatos y logros
- World Wrestling Entertainment/WWE
  - WWE Hall of Fame (2015)

## Títulos de halterofilia y culturismo
| Año  | Título                                                   | Lugar           |
| 1965 | Mister Europa júnior                                     | Alemania        |
| 1966 | Hombre más musculoso de Europa                           | Alemania        |
| 1966 | Míster Europa                                            | Alemania        |
| 1966 | Campeonato internacional de halterofilia[cita requerida] | Alemania        |
| 1967 | NABBA: Míster Universo aficionado                        | Londres         |
| 1968 | NABBA: Míster Universo profesional                       | Londres         |
| 1968 | Campeonato alemán de halterofilia[cita requerida]        | Alemania        |
| 1968 | IFBB: Míster Internacional                               | México          |
| 1969 | IFBB: Míster Universo aficionado                         | Nueva York      |
| 1969 | NABBA: Míster Universo profesional                       | Londres         |
| 1970 | NABBA: Míster Universo profesional                       | Londres         |
| 1970 | Míster Mundo                                             | Columbus (Ohio) |
| 1970 | Mister Olympia                                           | Nueva York      |
| 1971 | Mister Olympia                                           | París           |
| 1972 | Mister Olympia                                           | Essen           |
| 1973 | Mister Olympia                                           | Nueva York      |
| 1974 | Mister Olympia                                           | Nueva York      |
| 1975 | Mister Olympia                                           | Pretoria        |
| 1980 | Mister Olympia                                           | Sídney          |

## Premios

### Bambi Awards
| Año  | Nominado              | Resultado |
| ---- | --------------------- | --------- |
| 1996 | Arnold Schwarzenegger | Ganador   |
| 2017 | Arnold Schwarzenegger | Ganador   |

### Empire Awards
| Año  | Categoría                       | Nominados             | Resultado |
| ---- | ------------------------------- | --------------------- | --------- |
| 2014 | The Action Hero of Our Lifetime | Arnold Schwarzenegger | Ganador   |

### Globos de Oro
| Año  | Categoría                       | Película    | Resultado |
| ---- | ------------------------------- | ----------- | --------- |
| 1977 | Mejor Actor Revelación          | Stay Hungry | Ganador   |
| 1995 | Mejor Actor - Comedia o Musical | Júnior      | Nominado  |

### Golden Kamera
| Año  | Categoría                | Nominado                     | Resultado |
| ---- | ------------------------ | ---------------------------- | --------- |
| 1997 |                          | Arnold Schwarzenegger Eraser | Ganador   |
| 2015 | Lebenswerk International | Arnold Schwarzenegger        | Ganador   |

### Golden Schmoes Awards
| Año  | Categoría                      | Nominado               | Resultado |
| ---- | ------------------------------ | ---------------------- | --------- |
| 2003 | Favorite Celebrity of the year | Arnold Schawarzenegger | Nominado  |

### Primetime Emmy Awards
| Año  | Categoría                                    | Nominados                                                                       | Resultado |
| ---- | -------------------------------------------- | ------------------------------------------------------------------------------- | --------- |
| 2014 | Outstanding Documentary Or Nonfiction Series | Arnold Schwarzenegger, Productor Ejecutivo Years Of Living Dangerously Showtime | Ganador   |

### Maverick Spirit Award Cinequest San Jose Film Festival
| Año  | Categoría          | Nominado              | Resultado |
| ---- | ------------------ | --------------------- | --------- |
| 2004 | Life Of a Maverick | Arnold Schwarzenegger | Ganador   |